# Carta 52
La Carta 52 es un escrito de Sigmund Freud a su amigo y colega Wilhelm Fliess, fechada 6 de diciembre de 1896 en Viena. La misma se encuentra en la obra Fragmentos de la correspondencia con Fliess.

## Contenido
En el texto, Freud presenta una teoría sobre el mecanismo psíquico basada en la estratificación sucesiva de la memoria. Plantea que la memoria no existe de manera simple, sino que está registrada en diferentes tipos de signos. Menciona al menos tres trascripciones diferentes de la memoria. La primera es la trascripción de las percepciones, que no conserva huellas mnémicas y está asociada a la conciencia. La segunda trascripción es ordenada según otros nexos y puede corresponder a recuerdos de conceptos inasequibles a la conciencia. La tercera trascripción, llamada preconciencia, está ligada a representaciones-palabra y corresponde al yo oficial. Plantea que estas trascripciones se suceden en etapas de la vida y que la falta de traducción de ciertos materiales puede llevar a la aparición de psiconeurosis. Además, menciona la relación entre la conciencia y la memoria, señalando que se excluyen mutuamente.
Sugiere que la denegación, llamada clínicamente represión, es la negación de la traducción de ciertos materiales debido al displacer que generaría dicha traducción. Se establece que cada trascripción posterior inhibe a la anterior y desvía el proceso excitatorio. Sin embargo, en ciertos casos, la inhibición no es suficiente, especialmente en sucesos sexuales, donde los desprendimientos de excitación crecen con el tiempo. Esto lleva a la aparición de compulsiones o represiones dependiendo de si se produce un desprendimiento de placer o displacer al recordar una vivencia sexual en diferentes fases.
Freud menciona tres grupos de psiconeurosis sexuales: histeria, neurosis obsesiva y paranoia. Se señala que los recuerdos reprimidos en cada grupo fueron actuales en diferentes edades de la infancia. También  plantea la existencia de perversión como resultado de vivencias sexuales prematuras sin defensa y relaciona la bisexualidad humana con la predilección de las mujeres por las neurosis de defensa.
También hace referencia a la idea de zonas erógenas resignadas en la infancia, donde el desprendimiento sexual se origina en numerosas partes del cuerpo y luego se limita a ciertas zonas. Además, menciona los ataques histéricos como medios de reproducción de placer, y se sugiere que los ataques tienen relación con experiencias preconscientes y emocionales intensas.